# Little Sark
Little Sark är en halvö i Guernsey (Storbritannien). Den ligger i den östra delen av landet, 13 km öster om huvudstaden St. Peter Port. Little Sark ligger på ön Sark.